# Let's Talk About Love (album de Céline Dion)
Pour les articles homonymes, voir Let's Talk About Love.
Albums de Céline Dion
The Collection 1982-1988
(1997) S'il suffisait d'aimer
(1998)
Singles
1. Tell Him
Sortie : 3 novembre 1997
2. Be the Man
Sortie : 13 novembre 1997
3. The Reason
Sortie : 8 décembre 1997
4. My Heart Will Go On
Sortie : 8 décembre 1997
5. Immortality
Sortie : 8 juin 1998
6. When I Need You
Sortie : 7 septembre 1998
7. I Hate You Then I Love You
Sortie : 7 septembre 1998
8. Miles to Go (Before I Sleep)
Sortie : 7 septembre 1998
9. Treat Her Like a Lady
Sortie : 29 mars 1999

Let's Talk About Love est le dix-huitième album de Céline Dion, sorti d'abord le 14 novembre 1997 en Australie et les jours suivants dans le reste du monde. Cinquième album anglophone de la chanteuse québécoise, il est l'un des albums les plus vendus au monde (le deuxième le plus vendu de la chanteuse, juste après Falling into You vendu à 32 millions d'exemplaires,. 
Il contient la chanson détentrice d'un Grammy et d'un Oscar du cinéma, My Heart Will Go On, qui est la chanson-thème du blockbuster de 1997, Titanic. Ce titre atteint la première place de plusieurs classements mondiaux et devient le plus grand succès de la carrière de la chanteuse.

## Historique
Let's Talk About Love est publié après la réussite de Falling into You. Il est enregistré à New-York, à Los Angeles et à Londres. Elle y chante en duo avec des invités prestigieux : Barbra Streisand (Tell Him), les Bee Gees (Immortality) et le ténor Luciano Pavarotti (I Hate You Then I Love You). Il propose les collaborations avec les musiciens Carole King et Sir George Martin - le producteur des Beatles - sur The Reason, Bryan Adams et Jean-Jacques Goldman sur Let's Talk About Love et la chanteuse jamaïcaine Diana King, qui apporte une note reggae à Treat Her Like a Lady. On retrouve également une chanson avec des sonorités dance, Just a Little Bit of Love).
L’album avait tout d'abord été nommé The Reason, tiré du premier titre de l'album. Il est rebaptisé à la suite de problèmes de droits d'auteur avec Carole King. Céline Dion aimant particulièrement le morceau Let's Talk About Love, celui-ci donne le nom définitif à la galette. La chanson écrite par Jim Steinman Is Nothing Sacred est enregistrée pour Let's Talk About Love comme l'atteste la première liste dévoilée par Sony Music le 9 novembre 1997. La chanson en est retirée au dernier instant pour être remplacée par Where Is The Love. Meat Loaf la chantera finalement en 2005 sur The very best of Meat Loaf. Au Canada et aux États-Unis, l'album de la chanteuse sort le 18 novembre 1997. Ce même-jour, la québécoise est reçue au talk-show américain de Rosie O'Donnell.
De nombreux artistes ont participé à l'écriture, dont Jean-Jacques Goldman et Bryan Adams (Let's Talk About Love) et Corey Hart (Miles to Go et Where Is the Love). On retrouve des ballades classiques dont le plus grand succès de Céline à ce jour : My Heart Will Go On, chanson-thème du film Titanic de James Cameron.
La chanson Amar Haciendo El Amor est la version espagnole du titre You Only Love Once interprétée par Billy Mann en 1995. La chanson-titre Let's Talk About Love est la version anglaise du titre Puisque tu pars écrit par Jean-Jacques Goldman en 1988.
L'album sort en novembre 1997 à l'échelle mondiale. Durant les sessions, une vidéo des sessions d'enregistrements sera tournée par les dirigeants de Sony pour présenter les coulisses de l'album, lors du lancement mondial de l'album.

## Ventes
Durant le 1er mois de sa sortie, l'album s'est vendu à 10 millions d'exemplaires et plus de 20 millions seront vendus en 4 mois. L'album a finalement atteint les 31 millions d'exemplaires vendus, devenant, avec Falling into You, l'album le plus vendu de sa carrière.
Aux États-Unis, l'album débute en 2e position avec 334 000 exemplaires mais atteint la première place la 8e semaine de sa sortie avec 624 000 exemplaires vendus. Il est certifié disque de diamant.
Au Canada, il débute en première place avec 233 000 copies, un record qui sera détrôné en 2015 avec l'album 25 d'Adèle. et reste no 1 pendant 8 semaines. Il est également certifié disque de diamant avec 1,6 million d'exemplaires vendus.
En Europe, il atteint la première position et y reste 4 semaines. Il est certifié disque de diamant avec 10 millions d'exemplaires vendus, dont 2 millions au Royaume-Uni (6x disque de platine), 1,5 million en Allemagne (3x disque de platine), 1,2 million en France (disque de diamant) et 1 million en Italie (disque de diamant). Au Japon et au Brésil, il s'est vendu à un million d'exemplaires.

## Liste des titres
| Édition asiatique, australienne, canadienne et européenne | Édition asiatique, australienne, canadienne et européenne | Édition asiatique, australienne, canadienne et européenne              | Édition asiatique, australienne, canadienne et européenne | Édition asiatique, australienne, canadienne et européenne | Édition asiatique, australienne, canadienne et européenne | Édition asiatique, australienne, canadienne et européenne | Édition asiatique, australienne, canadienne et européenne | Édition asiatique, australienne, canadienne et européenne | Édition asiatique, australienne, canadienne et européenne |
| No                                                        | Titre                                                     | Auteur                                                                 | Producteur(s)                                             | Durée                                                     |                                                           |                                                           |                                                           |                                                           |                                                           |
| --------------------------------------------------------- | --------------------------------------------------------- | ---------------------------------------------------------------------- | --------------------------------------------------------- | --------------------------------------------------------- | --------------------------------------------------------- | --------------------------------------------------------- | --------------------------------------------------------- | --------------------------------------------------------- | --------------------------------------------------------- |
| 1.                                                        | The Reason                                                | Carole King, Mark Hudson, Greg Wells                                   | George Martin, Giles Martin                               | 5:01                                                      |                                                           |                                                           |                                                           |                                                           |                                                           |
| 2.                                                        | Immortality (avec les Bee Gees)                           | Barry Gibb, Robin Gibb, Maurice Gibb                                   | Walter Afanasieff                                         | 4:11                                                      |                                                           |                                                           |                                                           |                                                           |                                                           |
| 3.                                                        | Treat Her Like a Lady (avec Diana King)                   | Diana King, Andy Marvel, Billy Mann, Céline Dion                       | Ric Wake                                                  | 4:05                                                      |                                                           |                                                           |                                                           |                                                           |                                                           |
| 4.                                                        | Why Oh Why                                                | Marti Sharron, Danny Sembello                                          | David Foster                                              | 4:50                                                      |                                                           |                                                           |                                                           |                                                           |                                                           |
| 5.                                                        | Love Is on the Way                                        | Peter Zizzo, Denise Rich, Tina Shafer                                  | Wake                                                      | 4:25                                                      |                                                           |                                                           |                                                           |                                                           |                                                           |
| 6.                                                        | Tell Him (duo avec Barbra Streisand)                      | Linda Thompson, Walter Afanasieff, David Foster                        | Foster, Afanasieff                                        | 4:51                                                      |                                                           |                                                           |                                                           |                                                           |                                                           |
| 7.                                                        | Amar Haciendo El Amor                                     | Mann, Rich, Manny Benito                                               | Wake                                                      | 4:09                                                      |                                                           |                                                           |                                                           |                                                           |                                                           |
| 8.                                                        | When I Need You                                           | Albert Hammond, Carole Bayer Sager                                     | Foster                                                    | 4:12                                                      |                                                           |                                                           |                                                           |                                                           |                                                           |
| 9.                                                        | Miles to Go (Before I Sleep)                              | Corey Hart                                                             | Corey Hart                                                | 4:40                                                      |                                                           |                                                           |                                                           |                                                           |                                                           |
| 10.                                                       | Us                                                        | Billy Pace                                                             | Humberto Gatica, Billy Pace                               | 5:47                                                      |                                                           |                                                           |                                                           |                                                           |                                                           |
| 11.                                                       | Just a Little Bit of Love                                 | Maria Christensen, Arnie Roman, Arthur Jacobson                        | Wake                                                      | 4:06                                                      |                                                           |                                                           |                                                           |                                                           |                                                           |
| 12.                                                       | My Heart Will Go On                                       | James Horner, Will Jennings                                            | Afanasieff, James Horner                                  | 4:40                                                      |                                                           |                                                           |                                                           |                                                           |                                                           |
| 13.                                                       | Where Is the Love                                         | Hart                                                                   | Hart                                                      | 4:55                                                      |                                                           |                                                           |                                                           |                                                           |                                                           |
| 14.                                                       | Be the Man (non disponible au Canada)                     | Foster, Miles                                                          | Foster                                                    | 4:39                                                      |                                                           |                                                           |                                                           |                                                           |                                                           |
| 15.                                                       | I Hate You Then I Love You (duo avec Luciano Pavarotti)   | Tony Renis, Manuel de Falla, Alberto Testa, Fabio Testa, Norman Newell | Foster, Gatica, Tony Renis                                | 4:42                                                      |                                                           |                                                           |                                                           |                                                           |                                                           |
| 16.                                                       | Let's Talk About Love                                     | Bryan Adams, Jean-Jacques Goldman, Eliot Kennedy                       | Foster                                                    | 5:12                                                      |                                                           |                                                           |                                                           |                                                           |                                                           |
| 74:35                                                     |                                                           |                                                                        |                                                           |                                                           |                                                           |                                                           |                                                           |                                                           |                                                           |

| 7.  | Where Is the Love                                       | Hart                                                                   | 4:55 |
| 13. | I Hate You Then I Love You (Duo avec Luciano Pavarotti) | Tony Renis, Manuel de Falla, Alberto Testa, Fabio Testa, Norman Newell | 4:42 |
| 14. | To Love You More                                        | Foster, Miles                                                          | 5:28 |
| 15. | Let's Talk About Love                                   | Bryan Adams, Jean-Jacques Goldman, Eliot Kennedy                       | 5:12 |

| 13. | I Hate You Then I Love You (Duo avec Luciano Pavarotti) | Tony Renis, Manuel de Falla, Alberto Testa, Fabio Testa, Norman Newell | 4:42 |
| 14. | To Love You More                                        | Foster, Miles                                                          | 5:28 |
| 15. | Let's Talk About Love                                   | Bryan Adams, Jean-Jacques Goldman, Eliot Kennedy                       | 5:12 |

| 1. | My Heart Will Go On (Richie Jones mix)        | Horner, Jennings             | 4:16 |
| 2. | To Love You More (Tony Moran mix)             | Foster, Miles                | 9:27 |
| 3. | Be the Man (version karaoké)                  | Foster, Miles                | 4:39 |
| 4. | Unison (remix)                                | Andy Goldmark, Bruce Roberts | 4:04 |
| 5. | Love Can Move Mountains (live de À l'Olympia) | Diane Warren                 | 4:40 |

## Sortie
| Pays       | Date             | Label                       | Format | Catalogue   |
| ---------- | ---------------- | --------------------------- | ------ | ----------- |
| Australie  | 14 novembre 1997 | Sony Music, Epic, 550       | CD     | 4891592     |
| Japon      | 15 novembre 1997 | Sony Music Japan, Epic, 550 | CD     | ESCA-6877   |
| Europe     | 17 novembre 1997 | Sony Music, Columbia        | CD     | 4891592     |
| États-Unis | 18 novembre 1997 | Epic, 550                   | CD     | 68861       |
| Canada     | 18 novembre 1997 | Sony Music, Columbia        | CD     | 68861       |
| Asie       | 18 janvier 1999  | Sony Music, Columbia        | 2CD    | 4891592     |
| Europe     | 2 octobre 2009   | Sony Music, Columbia        | 2CD    | 88697593672 |

## Classements
| Pays               | Meilleure position | Certification | Vente      |
| ------------------ | ------------------ | ------------- | ---------- |
| Afrique du Sud     |                    | 4x Platine    |            |
| Allemagne          | 1                  | 3x Platine    | 1 850 000  |
| Amérique centrale  |                    | Platine       |            |
| Argentine          |                    | 2x Platine    | 120 000    |
| Australie          | 1                  | 7x Platine    | 490 000    |
| Autriche           | 1                  | 2x Platine    | 100 000    |
| Belgique (Nl)      | 1                  | 4x Platine    | 200 000    |
| Belgique (Fr)      | 1                  | 4x Platine    | 200 000    |
| Brésil             | 1                  |               | 1 000 000  |
| Canada             | 1                  | Diamant       | 1 700 000  |
| Chili              |                    | Or            |            |
| Colombie           |                    | Or            |            |
| Corée du Sud       |                    | 2x Platine    | 572 000    |
| Danemark           | 1                  | Platine       | 30 000     |
| Espagne            | 3                  | 4x Platine    | 400 000    |
| Estonie            | 1                  |               |            |
| États-Unis         | 1                  | 11x platine   | 11 000 000 |
| Finlande           | 1                  | 2x Platine    | 80 000     |
| France             | 1                  | Diamant       | 1 200 000  |
| Grèce              | 1                  | Platine       | 50 000     |
| Hong Kong          |                    | 9x Platine    | 180 000    |
| Hongrie            | 3                  |               |            |
| Inde               |                    | Or            | 50 000     |
| Indonésie          |                    | 4x Platine    |            |
| Irlande            | 1                  |               |            |
| Islande            |                    | 2x Platine    |            |
| Israël             |                    | 2x Platine    |            |
| Italie             | 1                  | Diamant       | 1 000 000  |
| Japon              | 3                  | Diamant       | 1 100 000  |
| Malaisie           |                    | 6x Platine    |            |
| Mexique            |                    | 2x Platine    | 300 000    |
| Norvège            | 1                  | 4x Platine    | 200 000    |
| Nouvelle-Zélande   | 1                  | 9x Platine    | 135 000    |
| Pays-Bas           | 1                  | 5x Platine    | 500 000    |
| Philippines        |                    | 3x Platine    | 90 000     |
| Pologne            |                    | 2x Platine    | 450 000    |
| Portugal           | 3                  | 3x Platine    | 120 000    |
| Royaume-Uni        | 1                  | 6x Platine    | 2 000 000  |
| République tchèque |                    | Platine       |            |
| Singapour          |                    | 5x Platine    |            |
| Suède              | 1                  | 3x Platine    | 240 000    |
| Suisse             | 1                  | 6x Platine    | 300 000    |
| Taïwan             |                    | 8x Platine    |            |
| Thaïlande          |                    | 5x Platine    |            |
| Turquie            |                    | Platine       |            |
| Venezuela          |                    | Or            |            |

## Coffrets
Un coffret 3 CD contenant les albums Let's Talk About Love / Falling into You / A New Day Has Come est distribué en octobre 2007. Le 29 septembre 2009, il ressort dans une nouvelle présentation et est vendu sous le nom The Collection dans un coffret cadeau réutilisable. De plus, un coffret 2 CD Let's Talk About Love / A New Day Has Come sort le 2 octobre 2009.